# Parc national de l'île Orpheus
Le parc national de l'île Orpheus (Orpheus Island National Park) est un parc national autour de l'île Orpheus, dans le nord du Queensland, en Australie. Le nom aborigène de l'île est Goolboddi. Il fait partie du groupe des Palm Islands, à 1 189 km au nord-ouest de Brisbane, tout comme l'île Pelorus, 800 m au nord. Tous deux se situent dans le comté de Hinchinbrook. Outre l'île Orpheus, le parc national comprend également Albino Rock, situé à 2,6 km à l'est de l'île de la Grande Palme. L'île d'Orphée est une île continentale.
Avant l'arrivée des européens, l'île Orpheus était habitée par un peuple aborigène, probablement le peuple Nyawigi. Le nom Orpheus est donné à l'île en 1887 par le lieutenant G.E. Richards, en référence au HMS Orpheus, un navire de la Royal Navy qui a fait naufrage au large de la Nouvelle-Zélande en 1863.
Une station de recherche, gérée par l'université James-Cook, est située sur l'île. Depuis 2000, la St Michael's Grammar School (de St Kilda, Victoria) dirige un projet de biologie marine les mois de juin.
Un complexe de luxe est implanté sur l'île, l'Orpheus Island Great Barrier Reef Luxury Resort.
L'île de la Grande Palme est l'endroit le plus proche avec des installations gouvernementales.